# Everything You Always Wanted to Know About Sex* (*But Were Afraid to Ask)
Everything You Always Wanted to Know About Sex (But Were Afraid to Ask) é um filme estadunidense de 1972 dirigido por Woody Allen.

## Sinopse
Woody Allen pega o livro sobre sexo de David Reuben e explora seus capítulos humoristicamente. Dentre as cenas principais, o filme mostra o corpo humano por dentro, em pleno acto sexual, um cientista que quer criar a máquina de sexo, a mulher que só tem orgasmo em locais perigosos, dentre outras.

## Personagens
- Woody Allen - Fabrizio/Victor Shakapopulis/Espermatozoide 1/bobo da corte
- Regis Philbin - Regis Philbin
- Louise Lasser - Gina
- Lou Jacobi - Sam
- Burt Reynolds -	Operador do painel de controle
- John Carradine - Dr. Bernardo
- Anthony Quayle - O Rei
- Gene Wilder - Dr. Doug Ross
- Lynn Redgrave - A Rainha

## Estrutura
Os créditos são mostrados no começo e no fim do filme, tendo ao fundo cenas de inúmeros coelhos e com o acompanhamento da canção Let's Misbehave de Cole Porter.
As histórias do filme foram divididas em sete segmentos, como se fossem capítulos do lívro que inspirou o roteiro:
1. Do Aphrodisiacs Work? (Os afrodisíacos funcionam?) 
 Na Europa Medieval, um bobo da corte (Allen) pega uma poção de amor preparada por um feiticeiro e a dá para a Rainha (Lynn Redgrave). A poção funciona mas os planos do bobo falham quando ele descobre que a Rainha usa um cinto de castidade. Há algumas referências a William Shakespeare, inclusive o famoso monólogo teatral ("to be or not to be") de Hamlet.
2. What is Sodomy? (O que é sodomia?) 
 Um respeitado médico (Gene Wilder) tem a vida arruinada ao se apaixonar pela ovelha de um dos seus pacientes (um armeno). Na verdade, a história parodia a zoofilia.
3. Why Do Some Women Have Trouble Reaching an Orgasm? (Por que algumas mulheres tem problemas de orgasmo?) 
 Uma mulher (Louise Lasser) é aparentemente frígida até que o marido descobre que ela só consegue alcançar orgasmos ao fazer sexo em locais públicos. Allen homenageia filmes italianos (inclusive os diálogos são todos na linguagem desse país), particularmente Casanova '70 e os dos diretores Michelangelo Antonioni e Federico Fellini.
4. Are Transvestites Homosexuals? (Os travestis são homossexuais?)
 Um homem de meia-idade (Lou Jacobi) esconde da esposa sua mania de vestir roupas femininas.
5. What Are Sex Perverts? (O que são perversões sexuais?) 
 O segmento parodia um antigo programa de televisão chamado What's My Line? que ali se chama What's My Perversion? (Qual é a minha perversão?). As cenas são em preto e branco simulando as imagens de aparelhos de televisão antigos. Jack Barry interpreta o apresentador de televisão. Os quatro participantes da bancada que tentam adivinhar a perversão do convidado são Regis Philbin, Robert Q. Lewis, Pamela Mason e Toni Holt. Após várias tentativas não conseguem descobrir que o convidado pratica "Exibicionismo no Metrô". Em outro quadro do programa, o convidado (um rabino judeu) mostra suas fantasias masoquistas.
6. Are the Findings of Doctors and Clinics Who Do Sexual Research and Experiments Accurate? (Os experimentos e as pesquisas sobre sexo feitas pelos cientistas médicos são válidas?)
 Um pesquisador (Allen) e a jornalista Helen (Heather MacRae), vão a casa de um cientista (John Carradine) que trabalhara com Masters e Johnson e agora realiza suas próprias experiências em um equipado laboratório, com a ajuda de seu assistente Igor (Ref Sanchez). Ao conhecerem as bizarras experiências sexuais do cientista, os visitantes percebem que o homem está louco. Na sequência da história, o pesquisador enfrenta com um crucifixo na mão um seio gigantesco, produto de uma das experiências do cientista e que escapou do controle. O personagem do cientista louco é uma paródia aos antigos filmes de horror, como Bride of the Monster de Ed Wood.
7. What Happens During Ejaculation? (O que acontece durante a ejaculação?) 
 O interior do corpo humano masculino é mostrado como um veículo cujas funções são controladas em diversos compartimentos nos quais uma grande tripulação realiza várias tarefas e opera diferentes máquinas (parodiando organizações tecnológicas como a NASA). As operações mostradas envolvem a situação de um encontro amoroso do homem com uma mulher (Erin Fleming) e são descritos todos os esforços da tripulação com o objetivo de alcançarem um coito bem-sucedido. O chefe de operações que fica no cérebro é interpretado por Tony Randall; o seu auxiliar operador do painel de controle é Burt Reynolds. Os espermatozóides (um deles interpretado por Allen, que teme o "desconhecido") agem como paraquedistas se preparando para os saltos.